# На поверх вище
На поверх вище (пол. Piętro wyżej) — польський чорно-білий художній фільм 1937 року режисера Леона Тристана.

## Сюжет
В цій комедії помилок йдеться про пригоди двох сусідів з будинку на вулиці Щасливій, 13 — старшого Іполіта Пончика, та молодшого Генрика Пончика (живе на поверх вище від першого). Крім прізвища, цих двох чоловіків не поєднує більш нічого. Перший полюбляє класичну музику та грає на флейті, натомість другий є відомим радіо-диктором та джазменом. Ситуацію ускладнює приїзд Лодзі, молодої родички Іполіта, в яку, не без взаємності, закохується Генрик.

## Акторський склад
- Еугеніуш Бодо — Генрик Пончик, диктор на радіо
- Юзеф Орвід — Іполіт Пончик, власник будинку
- Гелена Ґроссувна — Лодзя, племінниця Іполіта Пончика
- Людвік Семполинський — Кулька Кулькевич
- Станіслав Волинський — Протази, слуга Генріка Пончика
- Чеслав Сконечни — Дамази, слуга Генріка Пончика
- Фелікс Хмурковський — Стефан Бонецкі, батько Аліції
- Аліна Желіска — Аліція Бонецкі, подруга Лодзі
- Юліан Кжевіньський — директор Польського радіо
- Стефан Ласковський
- Вінсент Лоскот
- Мечислав Біл-Білажевський — конферансьє на балі-маскараді
- Александер Сухціцький — працівник радіо

## Нагороди
- 1938 — Львів (Кінофестиваль в рамках Східних торгів) — Премія Вищої ради індустрії кіно